# 주얼 스테이트
주얼 스테이트(Jewel Staite, 1982년 6월 2일 ~ )는 캐나다의 배우이다.

## 출연 작품
- CC (2018)
- 하나님 나라에는 악마가 살고 있다 (2015)
- 하우 투 플랜 언 오지 인 어 스몰 타운 (2015)
- 더 팩트 (2011)
- 둠스데이 지구 최후의 날 (2011)
- 모스맨 (2010)
- 더 트라이브 (2009)
- 위도우 온 더 힐 (2005)
- 세레니티 (2005)
- 허프 (2004)
- 캠퍼스 컨닝왕 (2002)
- 하이어 그라운드 (2000)
- 애들이 줄었어요: TV 쇼 (1997)
- 플래시 포워드 (1996)
- 베어 마운틴의 비밀 (1995)
- 마지막 경고 (1993)